# Heliconia laufao
Heliconia laufao är en enhjärtbladig växtart som beskrevs av Walter John Emil Kress. Heliconia laufao ingår i släktet Heliconia och familjen Heliconiaceae. Inga underarter finns listade.